# Liste in Laos vorhandener Dampflokomotiven
Dies ist eine Liste von erhaltenen Dampflokomotiven auf dem Gebiet von Laos.

## Schmalspurlokomotiven 1000 mm
| Bild | Nummer oder Name                          | Bauart / Achsfolge | Hersteller         | Fabrik-nr. | Baujahr | Historie                     | Eigentümer / Betreiber / Strecke                         | Standort                        | Bemerkungen |
| ---- | ----------------------------------------- | ------------------ | ------------------ | ---------- | ------- | ---------------------------- | -------------------------------------------------------- | ------------------------------- | ----------- |
|      | Bahnstrecke Don Det–Don Khon No. 1 Eloïse | B n2t              | Orenstein & Koppel |            | 1911    | Bahnstrecke Don Det–Don Khon | CF des Chutes de Khone Railsite, Don Khon in Si Phan Don | Einzige Dampflokomotive in Laos | [ 1 ]       |